# Veckenstedt
Veckenstedt is een plaats en voormalige gemeente in de Duitse deelstaat Saksen-Anhalt, en maakt deel uit van de Landkreis Harz.
Veckenstedt telt 1.475 inwoners.